# Parc quasi national de Meiji no Mori Minō
Le parc quasi national de Meiji no Mori Minō (明治の森箕面国定公園, Meiji no Mori Minō Kokutei Kōen) est un parc quasi national situé dans la ville de Minoh (Préfecture d'Osaka) au Japon. Créé le 11 décembre 1967, il s'étend sur 9,63 km2.